# Olav Jordet
Olav Jordet (ur. 27 grudnia 1939 w Tolga) – norweski biathlonista, dwukrotny medalista olimpijski i wielokrotny medalista mistrzostw świata.

## Kariera
Pierwszy sukces w karierze osiągnął w 1962 roku, kiedy na mistrzostwach świata w Hämeenlinna wspólnie z Jonem Istadem i Henrym Hermansenem zdobył brązowy medal w sztafecie. Na tej samej imprezie był też dziesiąty w biegu indywidualnym. Wyniki te powtórzył podczas rozgrywanych rok później mistrzostw świata w Seefeld (sztafeta Norwegii wystąpiła w składzie: Istad, Jordet i Egil Nygård).
W 1964 roku wziął udział w igrzyskach olimpijskich w Innsbrucku, gdzie zajął trzecie miejsce w biegu indywidualnym. W zawodach tych wyprzedzili go jedynie dwaj reprezentanci ZSRR: Władimir Miełanjin i Aleksandr Priwałow. Zdobył tym samym pierwszy w historii medal olimpijski w biathlonie dla Norwegii.
Kolejne dwa medale zdobył na mistrzostwach świata w Elverum w 1965 roku. Najpierw zwyciężył w biegu indywidualnym, zostając pierwszym indywidualnym mistrzem świata w biathlonie pochodzącym z Norwegii. Wyprzedził tam na podium Nikołaja Puzanowa z ZSRR i Fina Anttiego Tyrväinena. Następnie wspólnie z Olą Wærhaugiem i Ivarem Nordkildem zwyciężył także w sztafecie. Zwycięstwa w sztafecie odniósł również podczas mistrzostw świata w Garmisch-Partenkirchen w 1966 roku oraz rozgrywanych rok później mistrzostw świata w Altenbergu.
Ostatni sukces osiągnął w 1968 roku, razem z Olą Wærhaugiem, Magnarem Solbergiem i Jonem Istadem zdobywając srebrny medal w sztafecie na igrzyskach olimpijskich w Grenoble. W biegu indywidualnym nie wystartował.

## Osiągnięcia

### Igrzyska olimpijskie
| Rok  | Miejscowość | Konkurencje | Konkurencje | Konkurencje | Konkurencje | Konkurencje | Konkurencje | Konkurencje |
| Rok  | Miejscowość | IN          | SP          | PU          | MS          | RL          | MR          | SR          |
| ---- | ----------- | ----------- | ----------- | ----------- | ----------- | ----------- | ----------- | ----------- |
| 1964 | Innsbruck   | 3.          | nd.         | nd.         | nd.         | nd.         | nd.         | –           |
| 1968 | Grenoble    | –           | nd.         | nd.         | nd.         | 2.          | nd.         | –           |

### Mistrzostwa świata
| Rok  | Miejscowość            | Konkurencje | Konkurencje | Konkurencje | Konkurencje | Konkurencje | Konkurencje | Konkurencje |
| Rok  | Miejscowość            | IN          | SP          | PU          | MS          | RL          | MR          | SR          |
| ---- | ---------------------- | ----------- | ----------- | ----------- | ----------- | ----------- | ----------- | ----------- |
| 1961 | Umeå                   | 15.         | nd.         | nd.         | nd.         | 4.          | nd.         | –           |
| 1962 | Hämeenlinna            | 10.         | nd.         | nd.         | nd.         | 3.          | nd.         | –           |
| 1963 | Seefeld                | 10.         | nd.         | nd.         | nd.         | 3.          | nd.         | –           |
| 1965 | Elverum                | 1.          | nd.         | nd.         | nd.         | 1.          | nd.         | –           |
| 1966 | Garmisch-Partenkirchen | 16.         | nd.         | nd.         | nd.         | 1.          | nd.         | –           |
| 1967 | Altenberg              | –           | nd.         | nd.         | nd.         | 1.          | nd.         | –           |